# Papuren
Papuren (八步連) é um kata do caratê, isto é, um conjunto de técnicas de golpes e deslocamentos, de origem certamente chinesa, do estilo da Garça Branca de chuan fa. A forma foi incorporado à modalidade marcial de início no repertório do estilo Shito-ryu, quando da passagem do mestre Go Genki.

## História
A forma foi introduzida em Oquinaua pelo mestre de artes marciais Wu Xian Hui, Go Genki como era chamado pelos oquinauenses. Go Genki,  um experto no estilo da Garça Branca de chuan fa, era um negociante de té que se fixou no arquipélago e, devido a seus contactos profissionais e seu amor pelas disciplinas de combate, passou a transmitir seus conhecimentos a alguns alunos, dentre eles outros que se viriam a tornar célebres, como os mestres Kenwa Mabuni e Juhatsu Kyoda. Durante sua estadia, mestre Go Genki ensinou várias técnicas e nesse meio alguns kata, como Papuren, Hakutsuru, Haffa, Hakkaku.

## Características
É um kata breve, mas seu foco é estabelecer uma base para o desenvolvimento do controlo da energia: ki. Assim, tem por espeque a contração e o relaxamento muscular e, na mesma cércea, a respiração concentrada.